# Tegalsumur
Tegalsumur is een bestuurslaag in het regentschap Grobogan van de provincie Midden-Java, Indonesië. Tegalsumur telt 3029 inwoners (volkstelling 2010).